# Krasnojarski kraj
Krasnojarski kraj je drugi po veličini federalni subjekt u Ruskoj Federaciji. Nalazi se u Istočnom Sibiru. 